# 74. Międzynarodowy Festiwal Filmowy w Berlinie
74. Międzynarodowy Festiwal Filmowy w Berlinie odbył się w dniach 15–25 lutego 2024 roku. Po raz piąty z rzędu i zarazem ostatni za program festiwalu odpowiadali dyrektor artystyczny Carlo Chatrian i kierowniczka Mariette Rissenbeek, którzy postanowili nie przedłużać kontraktów na prowadzenie Berlinale po znacznym okrojeniu jego budżetu. Imprezę otworzył pokaz irlandzkiego filmu Drobiazgi takie jak te w reżyserii Tima Mielantsa. W konkursie głównym zaprezentowanych zostało 20 filmów pochodzących z 15 różnych krajów.
Jury pod przewodnictwem kenijskiej aktorki Lupity Nyong’o przyznało nagrodę główną festiwalu, Złotego Niedźwiedzia, senegalskiemu filmowi dokumentalnemu Dahomej w reżyserii Mati Diop. Drugą nagrodę w konkursie głównym, Srebrnego Niedźwiedzia − Grand Prix Jury, przyznano południowokoreańskiemu obrazowi Potrzeba podróży w reżyserii Honga Sang-soo.
Honorowego Złotego Niedźwiedzia za całokształt twórczości odebrał amerykański reżyser Martin Scorsese.

## Członkowie jury

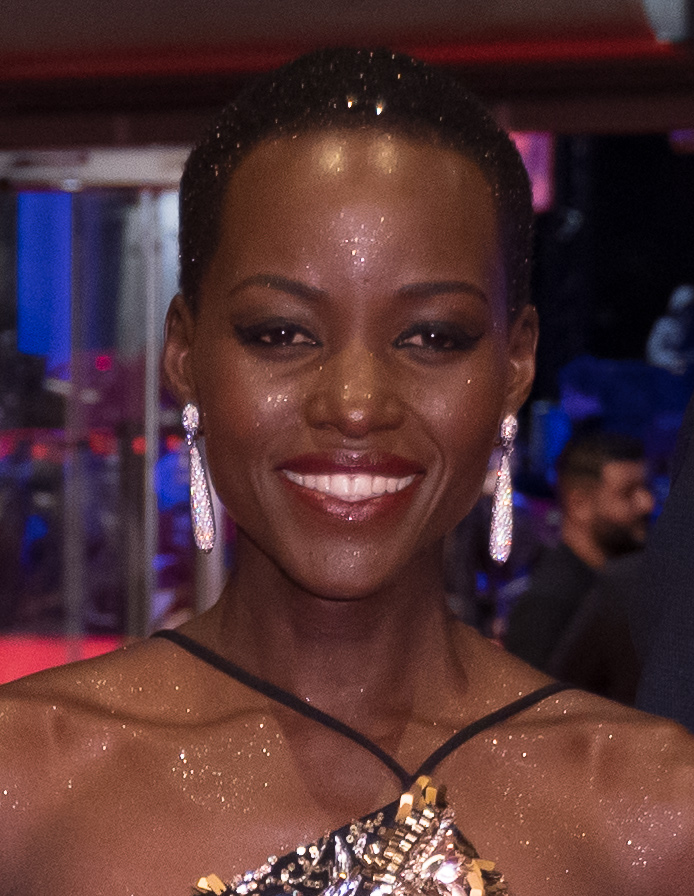
Przewodnicząca jury konkursu głównego Lupita Nyong’o.

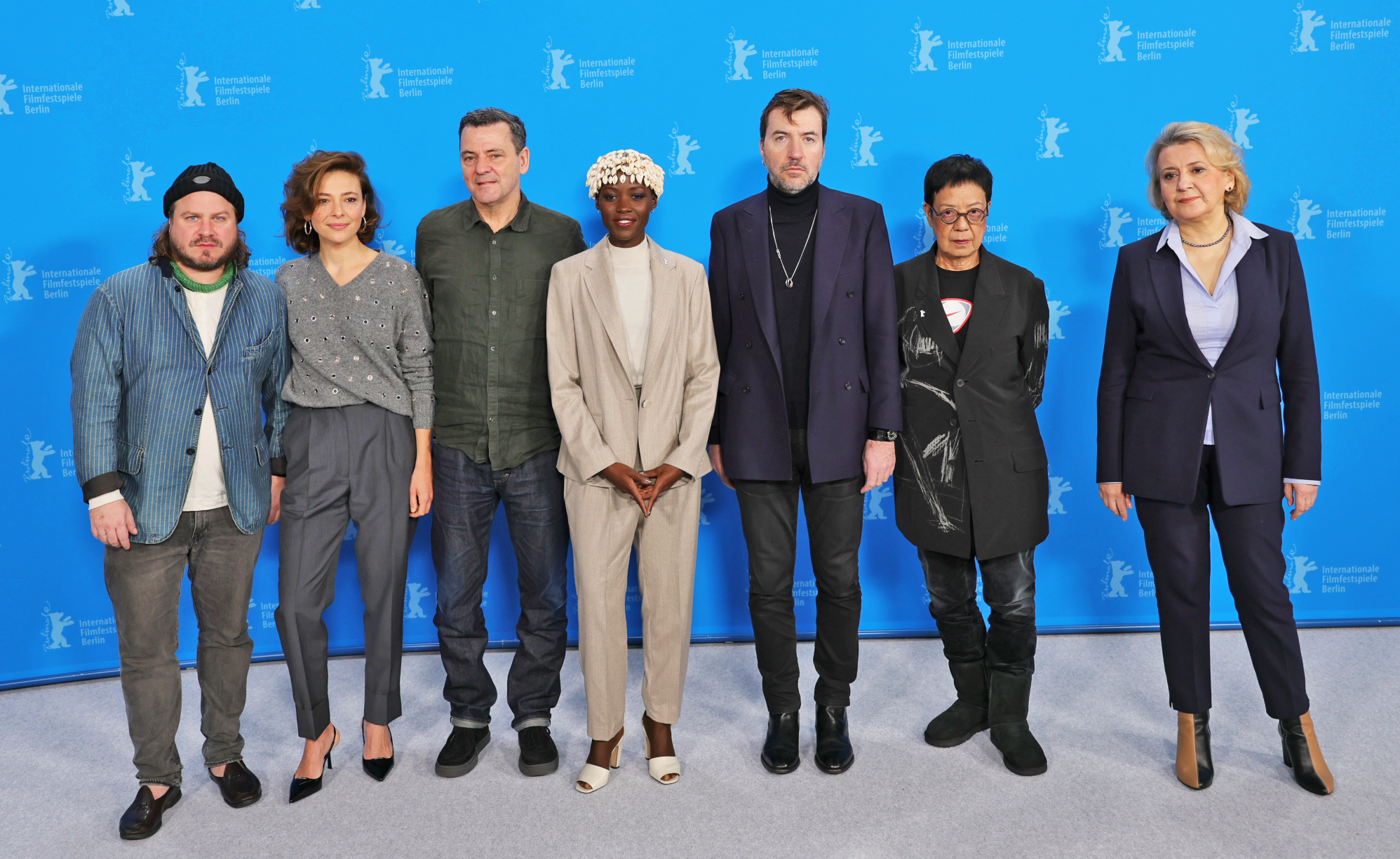
Jury konkursu głównego.

### Konkurs główny
- Lupita Nyong’o, kenijska aktorka – przewodnicząca jury[7][8]
- Brady Corbet, amerykański aktor i reżyser
- Ann Hui, hongkońska reżyserka
- Christian Petzold, niemiecki reżyser
- Albert Serra, hiszpański reżyser
- Jasmine Trinca, włoska aktorka i reżyserka
- Oksana Zabużko, ukraińska pisarka

### Sekcja „Spotkania”
- Lisandro Alonso, argentyński reżyser
- Denis Côté, kanadyjski reżyser
- Tizza Covi, włoska reżyserka

### Konkurs debiutów reżyserskich
- Eliza Hittman, amerykańska reżyserka
- Andréa Picard, francuska selekcjonerka festiwalowa
- Katrin Pors, duńska producentka filmowa

### Konkurs filmów dokumentalnych
- Abbas Fahdel, iracki reżyser
- Thomas Heise, niemiecki reżyser
- Véréna Paravel, francuska reżyserka i fotografka

### Konkurs filmów krótkometrażowych
- İlker Çatak, niemiecki reżyser
- Xabier Erkizia, hiszpański dźwiękowiec
- Jennifer Reeder, amerykańska reżyserka

## Selekcja oficjalna

### Konkurs główny
Następujące filmy zostały wyselekcjonowane do udziału w konkursie głównym o Złotego Niedźwiedzia i Srebrne Niedźwiedzie:
| Tytuł polski                | Tytuł oryginalny                 | Reżyseria                          | Kraj produkcji    |
| --------------------------- | -------------------------------- | ---------------------------------- | ----------------- |
| Another End                 | Another End                      | Piero Messina                      | Włochy            |
| Architekton                 | Architecton                      | Wiktor Kossakowski                 | Niemcy            |
| Czarna herbata              | Black Tea                        | Abderrahmane Sissako               | Mauretania        |
| Apetyt na więcej. La Cocina | La Cocina                        | Alonso Ruizpalacios                | Meksyk            |
| Dahomej                     | Dahomey                          | Mati Diop                          | Senegal           |
| Inny człowiek               | A Different Man                  | Aaron Schimberg                    | Stany Zjednoczone |
| Imperium                    | L'empire                         | Bruno Dumont                       | Francja           |
| Gloria!                     | Gloria!                          | Margherita Vicario                 | Włochy            |
| Zawieszeni w czasie         | Hors du temps                    | Olivier Assayas                    | Francja           |
| Pozdrawia czule Hilda       | In Liebe, Eure Hilde             | Andreas Dresen                     | Niemcy            |
| Moje ulubione ciasto        | کیک محبوب من Keyke mahboobe man  | Behtash Sanaeeha i Maryam Moghadam | Iran              |
| Język obcy                  | Langue étrangère                 | Claire Burger                      | Francja           |
| Do kogo należę?             | ماء العين Mé el Aïn              | Meryam Joobeur                     | Tunezja           |
| Pepe                        | Pepe                             | Nelson Carlo de Los Santos Arias   | Dominikana        |
| Shambhala                   | ༄༅།ཤམ་བྷ་ལ། Shambhala             | Min Bahadur Bham                   | Nepal             |
| Drobiazgi takie jak te      | Small Things Like These          | Tim Mielants                       | Irlandia          |
| Symfonia o umieraniu        | Sterben                          | Matthias Glasner                   | Niemcy            |
| Kąpiel diabła               | Des Teufels Bad                  | Veronika Franz i Severin Fiala     | Austria           |
| Ukryty motyw                | Vogter                           | Gustav Möller                      | Dania             |
| Potrzeba podróży            | 여행자의 필요 Yeohaengjaui pilyo | Hong Sang-soo                      | Korea Południowa  |

### Sekcja „Spotkania”
Następujących 15 filmów zostało wyświetlonych na festiwalu w ramach sekcji „Spotkania”:
| Tytuł polski                | Tytuł oryginalny                           | Reżyseria                        | Kraj produkcji    |
| --------------------------- | ------------------------------------------ | -------------------------------- | ----------------- |
| Arkadia                     | Arcadia                                    | Jorgos Zois                      | Grecja            |
| Miasto; wieś                | Cidade; Campo                              | Juliana Rojas                    | Brazylia          |
| Demba                       | Demba                                      | Mamadou Dia                      | Senegal           |
| Akcja bezpośrednia          | Direct Action                              | Guillaume Cailleau i Ben Russell | Francja           |
| Śpiąc z otwartymi oczami    | Dormir de olhos abertos                    | Nele Wohlatz                     | Brazylia          |
| Baśń                        | The Fable                                  | Raam Reddy                       | Indie             |
| Rodzina                     | Une famille                                | Christine Angot                  | Francja           |
| Dzieci z Favoriten          | Favoriten                                  | Ruth Beckermann                  | Austria           |
| Ivo                         | Ivo                                        | Eva Trobisch                     | Niemcy            |
| Wielkie ziewnięcie historii | بزرگ خمیازیه Khamyazeye bozorg             | Aliyar Rasti                     | Iran              |
| Jakiś deszcz musi spaść     | 空房间里的女人 Kong fang jian li de nv ren | Yang Qiu                         | Chiny             |
| Ręce w ogniu                | Mãos no fogo                               | Margarida Gil                    | Portugalia        |
| Matt i Mara                 | Matt and Mara                              | Kazik Radwański                  | Kanada            |
| Wiatr wieje pośród grobów   | Through the Graves the Wind Is Blowing     | Travis Wilkerson                 | Stany Zjednoczone |
| Spalasz mnie                | Tú me abrasas                              | Matías Piñeiro                   | Argentyna         |

### Pokazy pozakonkursowe
Następujące filmy zostały wyświetlone na festiwalu w ramach pokazów pozakonkursowych w dwóch sekcjach:

#### Sekcja „Berlinale Special Gala”
| Tytuł polski                 | Tytuł oryginalny        | Reżyseria        | Kraj produkcji    |
| ---------------------------- | ----------------------- | ---------------- | ----------------- |
| Bezkarni: Ostateczna odpłata | 범죄도시4 Beomjoidosi 4 | Heo Myeong-haeng | Korea Południowa  |
| Kukułka                      | Cuckoo                  | Tilman Singer    | Niemcy            |
| Love Lies Bleeding           | Love Lies Bleeding      | Rose Glass       | Wielka Brytania   |
| Siedem zasłon                | Seven Veils             | Atom Egoyan      | Kanada            |
| Astronauta                   | Spaceman                | Johan Renck      | Stany Zjednoczone |
| The Strangers’ Case          | The Strangers’ Case     | Brandt Andersen  | Jordania          |
| Treasure                     | Treasure                | Julia von Heinz  | Niemcy            |

#### Sekcja „Berlinale Special”
| Tytuł polski                                         | Tytuł oryginalny                                     | Reżyseria | Kraj produkcji    |
| ---------------------------------------------------- | ---------------------------------------------------- | --- | ----------------- |
| Averroès & Rosa Parks                                | Averroès & Rosa Parks                                | Nicolas Philibert | Francja           |
| Chime                                                | チャイム Chime                                       | Kiyoshi Kurosawa | Japonia           |
| Dostojewski (serial TV)                              | Dostoevskij                                          | Damiano i Fabio D’Innocenzo | Włochy            |
| Eleven Tomorrows: Berlinale Meets Football           | Elf Mal Morgen: Berlinale Meets Fußball              | Maximilian Bungarten, Anna-Maria Dutoit, Kilian Armando Friedrich, Indira Geisel, Eva Gemmer, Felix Herrmann, Hannah Jandl, Justina Jürgensen, Hilarija Ločmele, Daniela Magnani-Hüller, Sophie Mühe, Camille Tricaud i Marie Zrenner | Niemcy            |
| Pusty grób                                           | The Empty Grave                                      | Agnes Lisa Wegner i Cece Mlay | Tanzania          |
| exergue – on documenta 14                            | exergue – on documenta 14                            | Dimitris Athyridis | Grecja            |
| Filmstunde_23                                        | Filmstunde_23                                        | Edgar Reitz i Jörg Adolph | Niemcy            |
| The Box Man                                          | 箱男 Hako otoko                                      | Gakuryû Ishii | Japonia           |
| Made in England: The Films of Powell and Pressburger | Made in England: The Films of Powell and Pressburger | David Hinton | Wielka Brytania   |
| August My Heaven                                     | オーガスト・マイ・ヘヴン Ogasuto mai hevun           | Riho Kudo | Japonia           |
| Zmierzch epoki Wielkiej Stopy                        | Sasquatch Sunset                                     | David i Nathan Zellner | Stany Zjednoczone |
| Shikun                                               | עדיין לא מאוחר Shikun                                | Amos Gitaj | Izrael            |
| Supersex (serial TV, odc. 1-3)                       | Supersex                                             | Matteo Rovere, Francesco Carrozzini i Francesca Mazzoleni | Włochy            |
| Turn in the Wound                                    | Turn in the Wound                                    | Abel Ferrara | Stany Zjednoczone |
| Nieskończone donikąd                                 | 無所住 Wu suo zhu                                    | Tsai Ming-liang | Tajwan            |

### Sekcja „Panorama”
Następujące filmy zostały zaprezentowane w ramach sekcji „Panorama” (wyróżnione tytuły to zdobywcy nagrody publiczności):

#### Filmy fabularne
| Tytuł polski                          | Tytuł oryginalny               | Reżyseria                                                    | Kraj produkcji    |
| ------------------------------------- | ------------------------------ | ------------------------------------------------------------ | ----------------- |
| Afterwar                              | Afterwar                       | Birgitte Stærmose                                            | Dania             |
| Wszystko, czym jesteś                 | Alle die Du bist               | Michael Fetter Nathansky                                     | Niemcy            |
| Andrea dostaje rozwód                 | Andrea lässt sich scheiden     | Josef Hader                                                  | Austria           |
| Betânia                               | Betânia                        | Marcelo Botta                                                | Brazylia          |
| Pomiędzy świątyniami                  | Between the Temples            | Nathan Silver                                                | Stany Zjednoczone |
| Wszystko będzie dobrze                | 從今以後 Cong jin yihou        | Ray Yeung                                                    | Hongkong          |
| Crossing                              | Crossing                       | Levan Akin                                                   | Gruzja            |
| Kukangi nie płaczą                    | Cu Li Không Bao Giờ Khóc       | Phạm Ngọc Lân                                                | Wietnam           |
| Faruk                                 | Faruk                          | Aslı Özge                                                    | Turcja            |
| Moi nowi sąsiedzi                     | Les gens d’à côté              | André Téchiné                                                | Francja           |
| W blasku ekranu                       | I Saw the TV Glow              | Jane Schoenbrun                                              | Stany Zjednoczone |
| Planeta Janet                         | Janet Planet                   | Annie Baker                                                  | Stany Zjednoczone |
| Krótka historia rodziny               | 家庭简史 Jia ting jian shi     | Lin Jianjie                                                  | Chiny             |
| Wspomnienia płonącego ciała           | Memorias de un cuerpo que arde | Antonella Sudasassi Furniss                                  | Kostaryka         |
| The Outrun                            | The Outrun                     | Nora Fingscheidt                                             | Wielka Brytania   |
| Raje Diane                            | Les paradis de Diane           | Carmen Jaquier i Jan Gassmann                                | Szwajcaria        |
| Tymczasem na Ziemi                    | Pendant ce temps sur Terre     | Jérémy Clapin                                                | Francja           |
| Seks                                  | Sex                            | Dag Johan Haugerud                                           | Norwegia          |
| Spalona ziemia                        | Verbrannte Erde                | Thomas Arslan                                                | Niemcy            |
| Gość                                  | The Visitor                    | Bruce LaBruce                                                | Wielka Brytania   |
| Widać było trzy czarne światła        | Yo vi tres luces negrasi       | Santiago Lozano Álvarez                                      | Kolumbia          |
| Zeit Verbrechen (serial TV, odc. 1-4) | Zeit Verbrechen                | Mariko Minoguchi, Jan Bonny, Helene Hegemann i Faraz Shariat | Niemcy            |

#### Filmy dokumentalne
| Tytuł polski                            | Tytuł oryginalny                                 | Reżyseria                                              | Kraj produkcji                |
| --------------------------------------- | ------------------------------------------------ | ------------------------------------------------------ | ----------------------------- |
| Którędy, Afryko?                        | À quand l'Afrique?                               | David-Pierre Fila                                      | Demokratyczna Republika Konga |
| Baldiga - wyzwolone serce               | Baldiga - Entsichertes Herz                      | Markus Stein                                           | Niemcy                        |
| Pamiętniki z Libanu                     | Diaries from Lebanon                             | Myriam El Hajj                                         | Liban                         |
| Jeszcze nie jestem tym, kim bym chciała | Ještě nejsem, kým chci být                       | Klára Tasovská                                         | Czechy                        |
| Nie chcemy innej ziemi                  | No Other Land                                    | Yuval Abraham, Basel Adra, Hamdan Ballal i Rachel Szor | Palestyna                     |
| Moja skradziona planeta                 | سیری دزدیده شدی من Sayyareye dozdide shodeye man | Farahnaz Sharifi                                       | Iran                          |
| Tako rzecze Peaches                     | Teaches of Peaches                               | Philipp Fussenegger i Judy Landkammer                  | Niemcy                        |
| Powódź przychodzi nocą                  | Tongo Saa                                        | Nelson Makengo                                         | Demokratyczna Republika Konga |
| Trochę obca                             | Трішки чужа Triszky czuża                        | Switłana Liszczynska                                   | Ukraina                       |

## Laureaci nagród

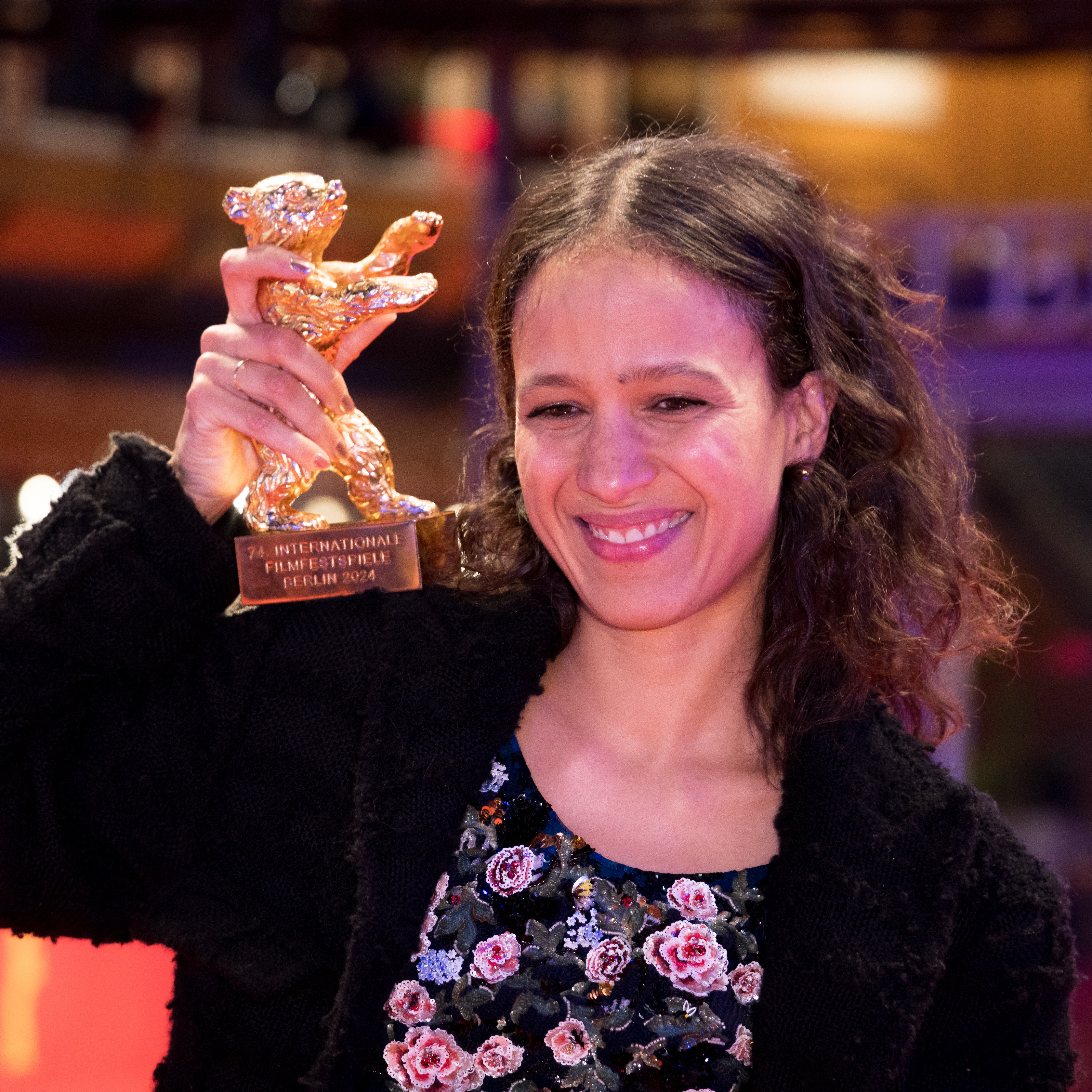
Mati Diop ze Złotym Niedźwiedziem za film Dahomej.

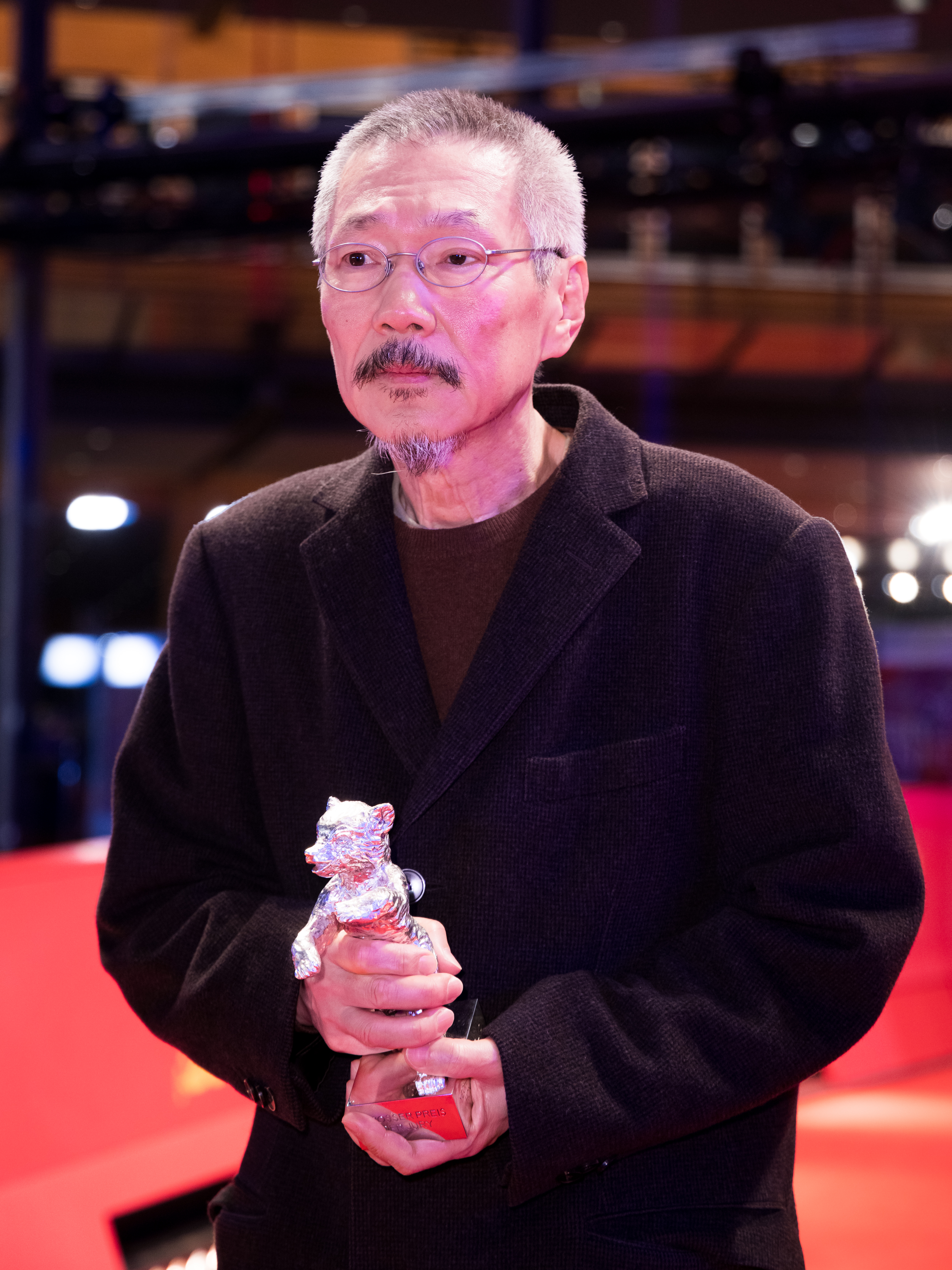
Hong Sang-soo, laureat Srebrnego Niedźwiedzia – Nagrody Grand Prix Jury.

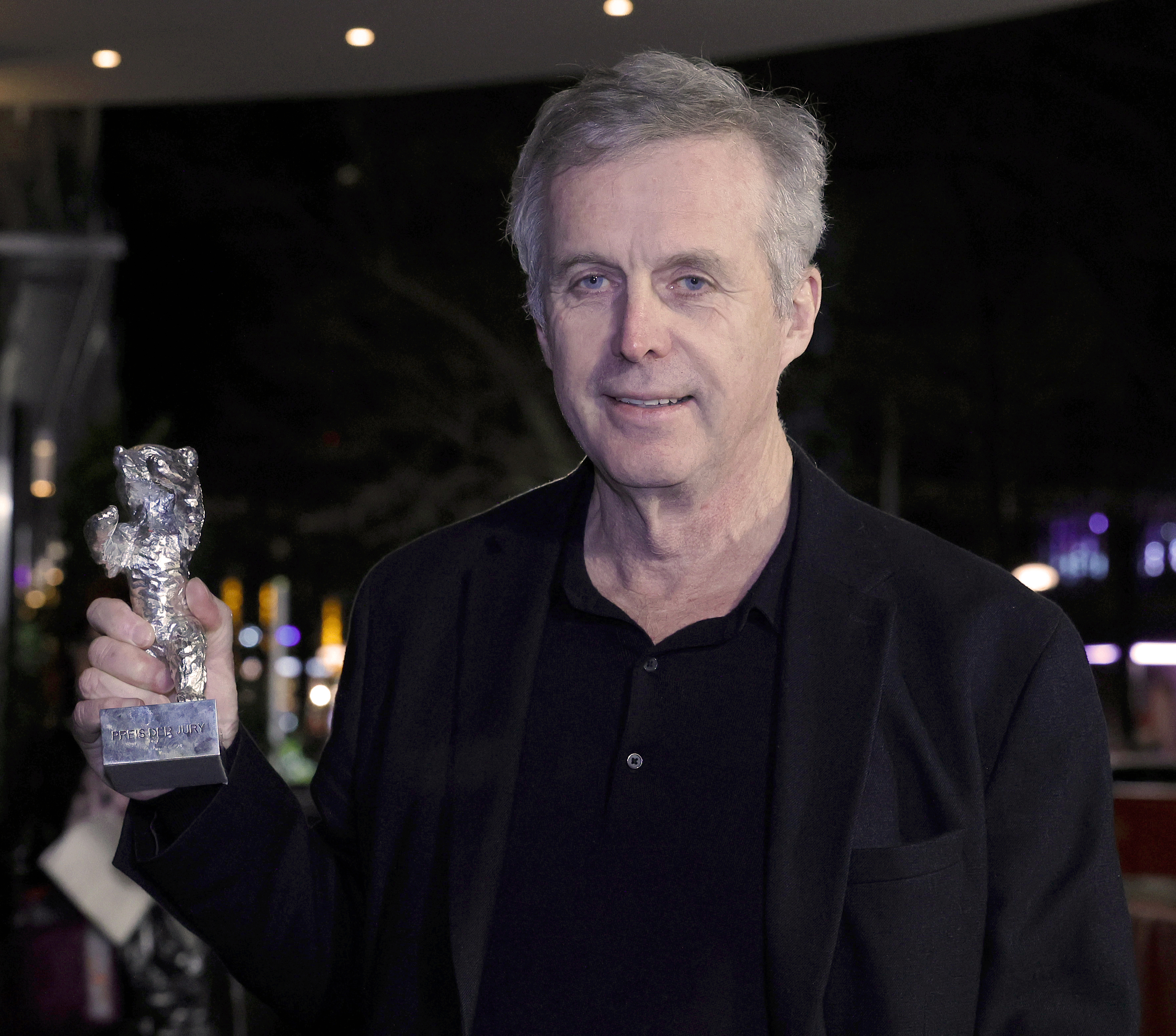
Bruno Dumont, zdobywca Srebrnego Niedźwiedzia – Nagrody Jury.

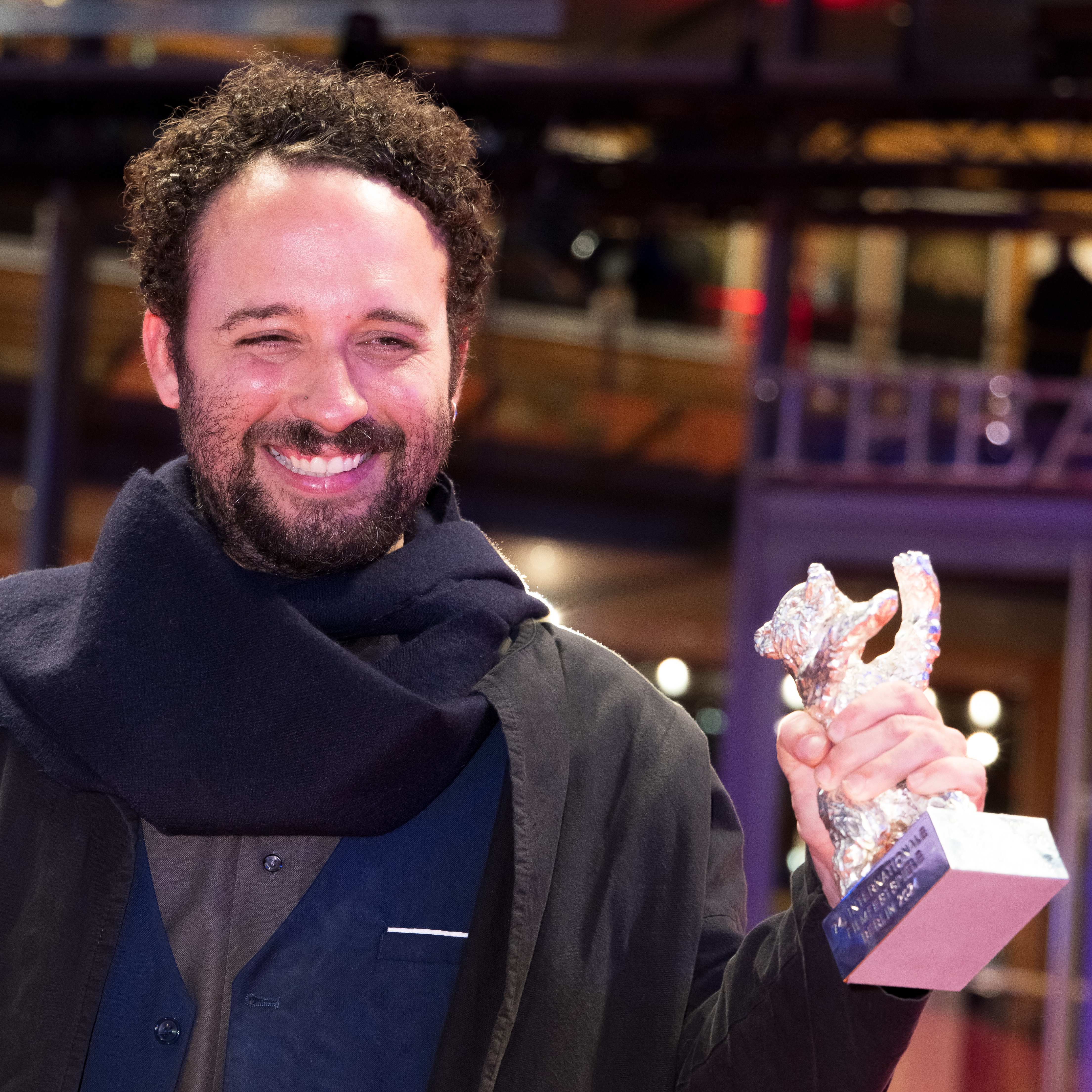
Nelson Carlo de Los Santos Arias, nagrodzony Srebrnym Niedźwiedziem za najlepszą reżyserię.

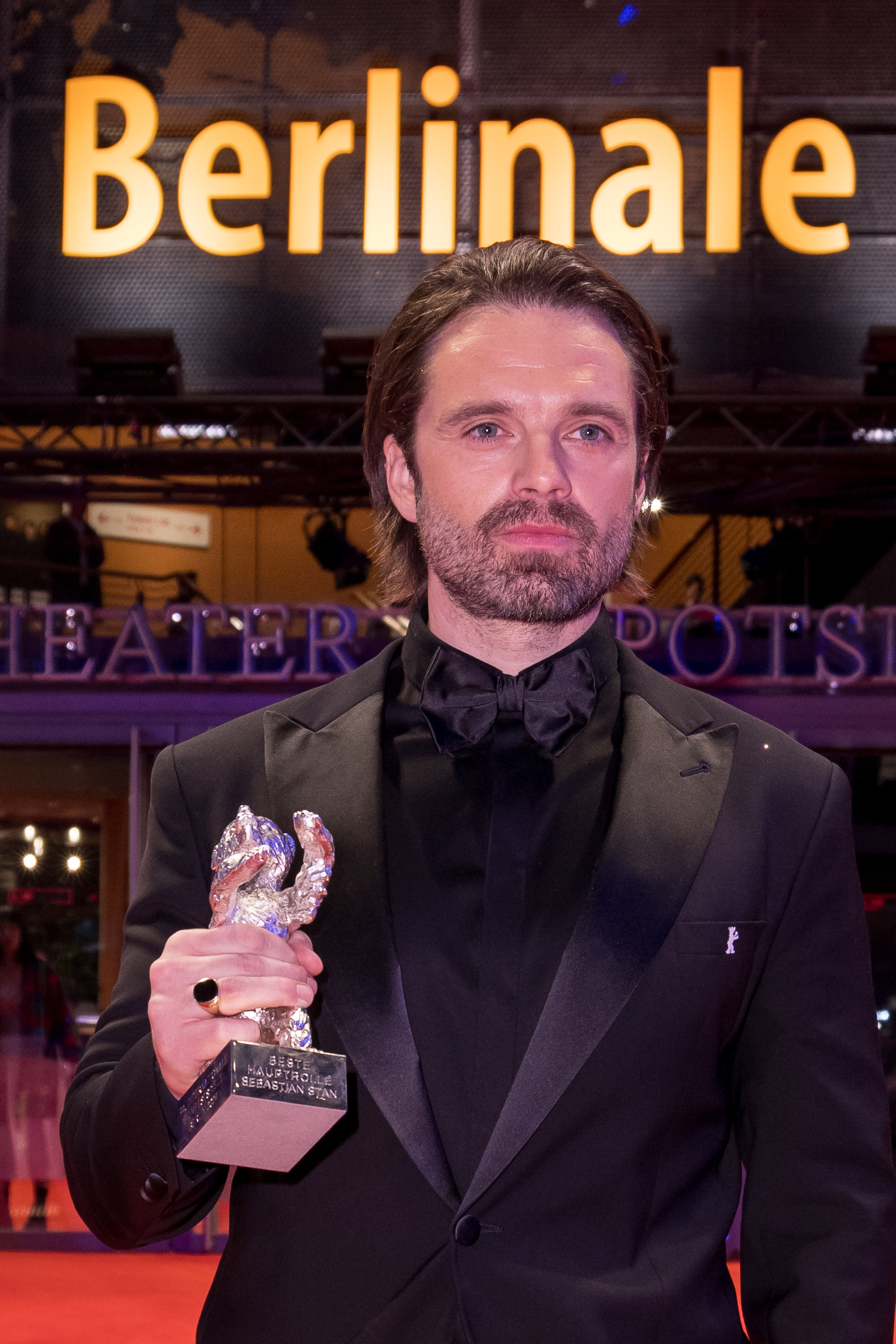
Sebastian Stan ze Srebrnym Niedźwiedziem za najlepszą rolę główną.

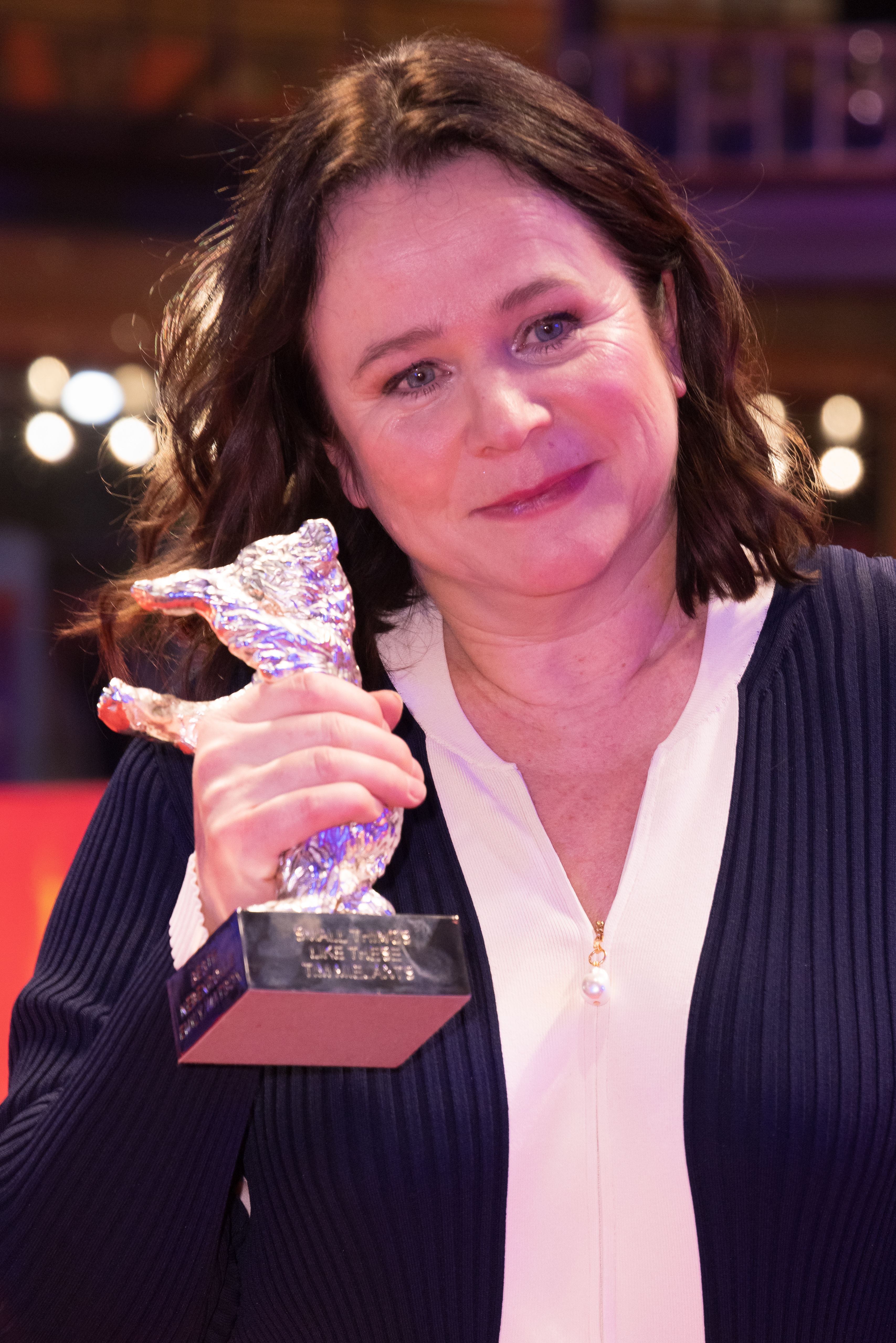
Emily Watson ze Srebrnym Niedźwiedziem za najlepszą rolę drugoplanową.

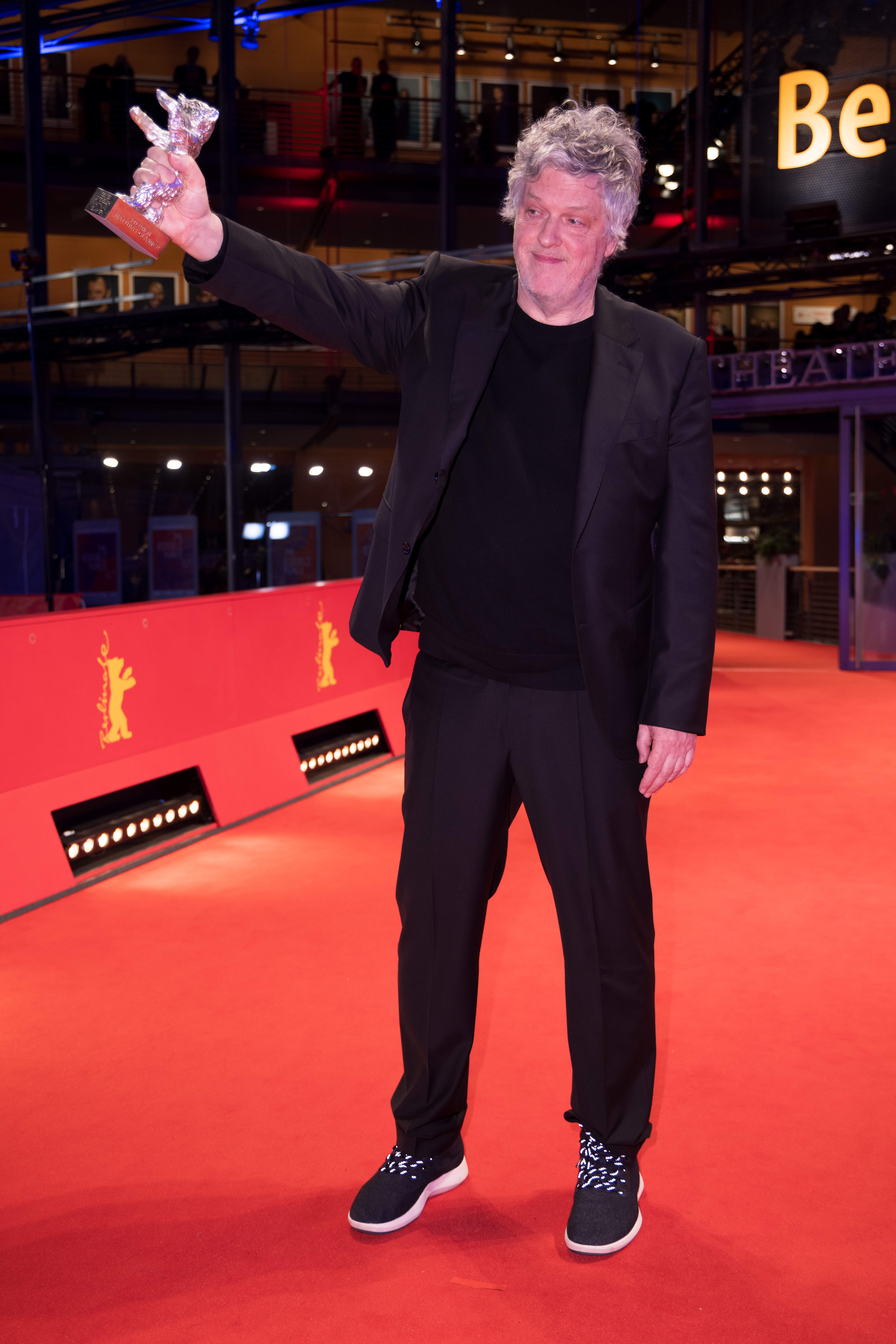
Matthias Glasner, laureat Srebrnego Niedźwiedzia za najlepszy scenariusz.

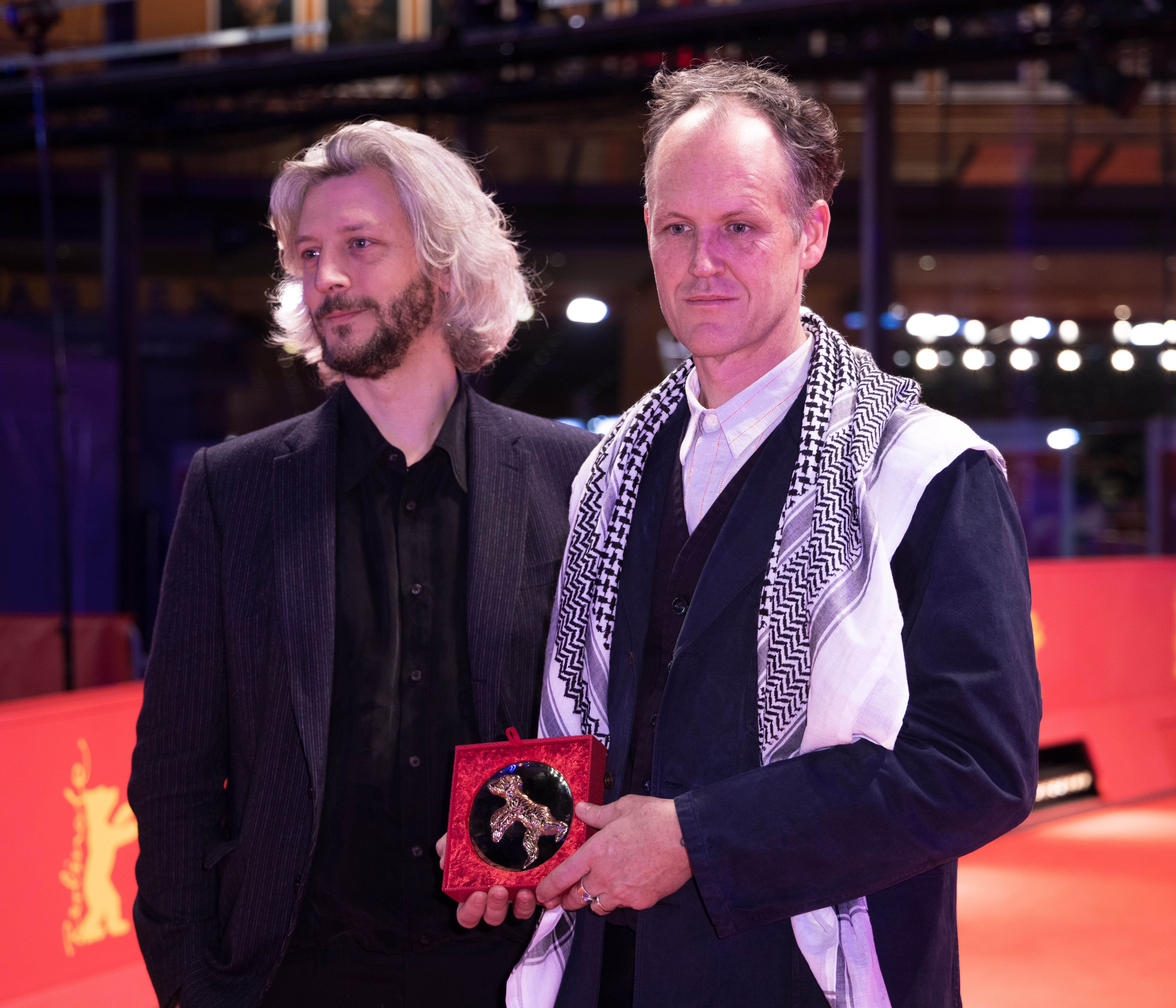
Guillaume Cailleau i Ben Russell, zdobywcy nagrody głównej w sekcji „Spotkania”.

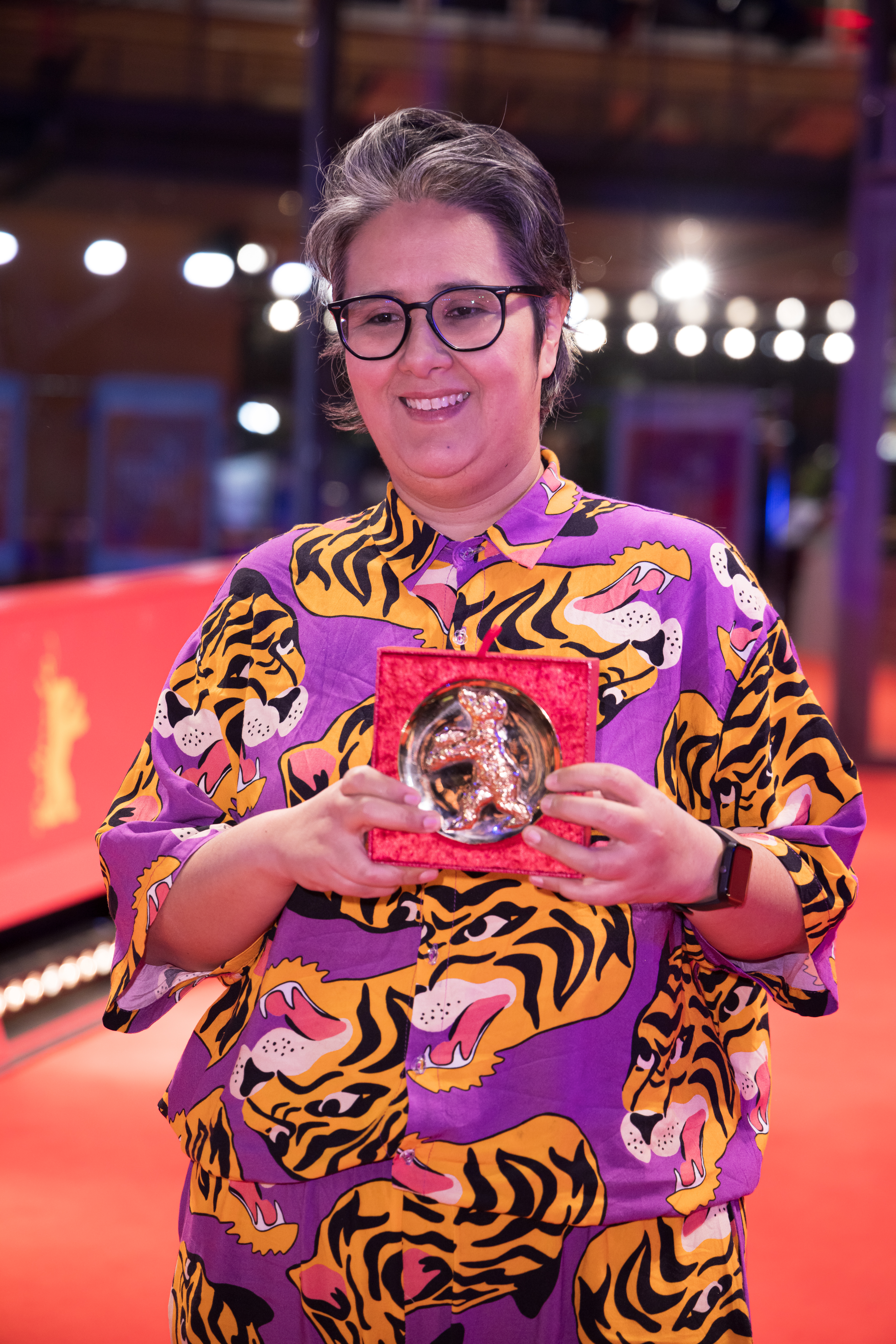
Juliana Rojas, nagrodzona za najlepszą reżyserię w sekcji „Spotkania”.

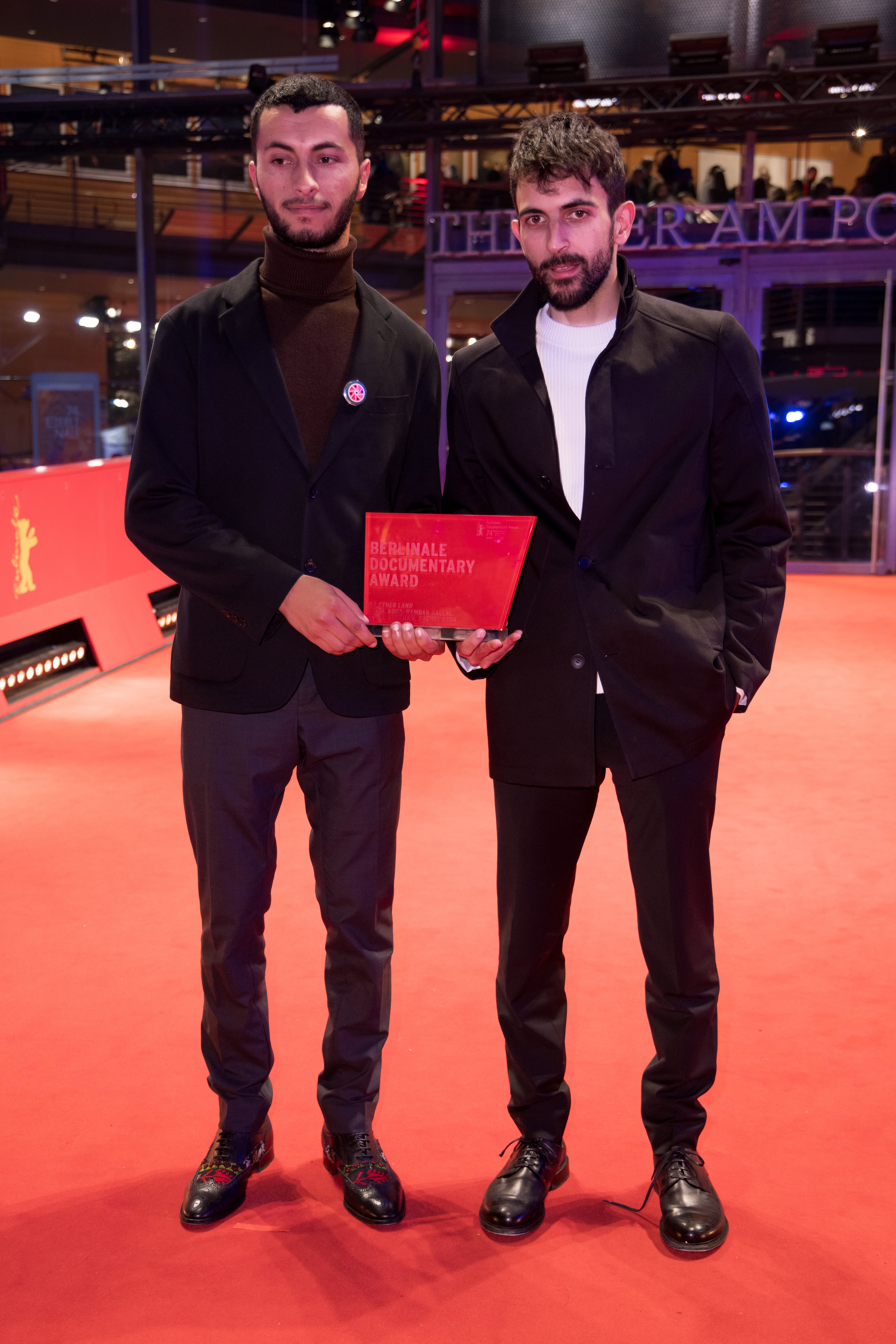
Basel Adra i Yuval Abraham, wielokrotnie nagrodzeni twórcy dokumentu Nie chcemy innej ziemi.

### Konkurs główny
Złoty Niedźwiedź
- Dahomej, reż. Mati Diop

Srebrny Niedźwiedź – Nagroda Grand Prix Jury
- Potrzeba podróży, reż. Hong Sang-soo

Srebrny Niedźwiedź – Nagroda Jury
- Imperium, reż. Bruno Dumont

Srebrny Niedźwiedź dla najlepszego reżysera
- Nelson Carlo de Los Santos Arias – Pepe

Srebrny Niedźwiedź za najlepszą rolę główną
- Sebastian Stan – Inny człowiek

Srebrny Niedźwiedź za najlepszą rolę drugoplanową
- Emily Watson – Drobiazgi takie jak te

Srebrny Niedźwiedź za najlepszy scenariusz
- Matthias Glasner – Symfonia o umieraniu

Srebrny Niedźwiedź za wybitne osiągnięcie artystyczne
- Zdjęcia: Martin Gschlacht – Kąpiel diabła

### Sekcja „Spotkania”
Nagroda Główna
- Akcja bezpośrednia, reż. Guillaume Cailleau i Ben Russell

Nagroda Specjalna Jury
- Jakiś deszcz musi spaść, reż. Yang Qiu
- Wielkie ziewnięcie historii, reż. Aliyar Rasti

Nagroda za reżyserię
- Juliana Rojas – Miasto; wieś

### Konkurs debiutów reżyserskich
Nagroda GWFF za najlepszy debiut reżyserski
- Kukangi nie płaczą, reż. Phạm Ngọc Lân

### Konkurs filmów dokumentalnych
Nagroda za najlepszy film dokumentalny
- Nie chcemy innej ziemi, reż. Yuval Abraham, Basel Adra, Hamdan Ballal i Rachel Szor
  - Wyróżnienie:  Akcja bezpośrednia, reż. Guillaume Cailleau i Ben Russell

### Konkurs filmów krótkometrażowych
Złoty Niedźwiedź dla najlepszego filmu krótkometrażowego
- Un movimiento extraño, reż. Francisco Lezama

Srebrny Niedźwiedź – Nagroda Jury
- Re tian wu hou, reż. Zhang Wenqian

Wyróżnienie Specjalne
- Ode mnie to tyle, reż. Eva Könnemann

Kandydat do Europejskiej Nagrody Filmowej dla najlepszego filmu krótkometrażowego
- Ode mnie to tyle, reż. Eva Könnemann

### Sekcja „Generation”
Nagroda główna jury w sekcji „Generation Kplus”
- Film fabularny:  Reinas, reż. Klaudia Reynicke-Candeloro
  - Wyróżnienie:  Poprzez skały i chmury, reż. Franco García Becerra

Nagroda specjalna jury w sekcji „Generation Kplus”
- Film krótkometrażowy:  Poemat o końcu lata, reż. Lam Can-zhao
  - Wyróżnienie:  Uli, reż. Mariana Gil Ríos

Nagroda główna jury w sekcji „Generation 14plus”
- Film fabularny:  Kto przez ogień, reż. Philippe Lesage
  - Wyróżnienie:  Maydegol, reż. Sarvnaz Alambeigi

Nagroda specjalna jury w sekcji „Generation 14plus”
- Film krótkometrażowy:  Un pájaro voló, reż. Leinad Pájaro de la Hoz
  - Wyróżnienie:  Songs of Love and Hate, reż. Saurav Ghimire

Kryształowy Niedźwiedź – Nagroda główna jury dziecięcego w sekcji „Generation Kplus”
- Film fabularny:  Jest okay!, reż. Kim Hye-young
  - Wyróżnienie:  Młode serca, reż. Anthony Schatteman
- Film krótkometrażowy:  Motylek, reż. Florence Miailhe
  - Wyróżnienie:  Sukoun, reż. Dina Naser

Kryształowy Niedźwiedź – Nagroda główna jury młodzieżowego w sekcji „Generation 14plus”
- Film fabularny:  Ostatnie zanurzenie, reż. Sasha Nathwani
  - Wyróżnienie:  Siedziała jak każda inna, reż. Qu Youjia
- Film krótkometrażowy:  Cura sana, reż. Lucía G. Romero
  - Wyróżnienie:  Lapso, reż. Caroline Cavalcanti

### Nagrody gremiów niezależnych
Nagroda Jury Ekumenicznego
- Konkurs główny:  Moje ulubione ciasto, reż. Behtash Sanaeeha i Maryam Moghadam
- Sekcja „Panorama”:  Seks, reż. Dag Johan Haugerud
- Sekcja „Forum”:  Milczenie Marii, reż. Dāvis Sīmanis
  - Wyróżnienie:  Przechwycone, reż. Oksana Karpowycz

Nagroda FIPRESCI
- Konkurs główny:  Moje ulubione ciasto, reż. Behtash Sanaeeha i Maryam Moghadam
- Sekcja „Spotkania”:  Śpiąc z otwartymi oczami, reż. Nele Wohlatz
- Sekcja „Panorama”:  Faruk, reż. Aslı Özge
- Sekcja „Forum”:  Ludzka hibernacja, reż. Anna Cornudella

Nagroda Stowarzyszenia Niemieckich Kin Studyjnych dla najlepszego filmu w konkursie głównym
- Symfonia o umieraniu, reż. Matthias Glasner

Nagroda CICAE (Międzynarodowej Konfederacji Kin Studyjnych)
- Sekcja „Panorama”:  Seks, reż. Dag Johan Haugerud
- Sekcja „Forum”:  Shahid, reż. Narges Kalhor

Nagroda Label Europa Cinemas dla najlepszego filmu europejskiego
- Seks, reż. Dag Johan Haugerud

Nagroda Teddy dla najlepszego filmu o tematyce LGBT
- Film fabularny:  Wszystko będzie dobrze, reż. Ray Yeung
- Film dokumentalny:  Tako rzecze Peaches, reż. Philipp Fussenegger i Judy Landkammer
- Film krótkometrażowy:  Grandmamauntsistercat, reż. Zuzanna Banasińska
- Nagroda Jury:  Crossing, reż. Levan Akin
- Nagroda Specjalna:  Lothar Lambert

Nagroda Caligariego za innowacyjność w sekcji „Forum”
- Shahid, reż. Narges Kalhor

Nagroda Pokoju
- Dzieci z Favoriten, reż. Ruth Beckermann

Nagroda Amnesty International
- The Strangers’ Case, reż. Brandt Andersen
  - Wyróżnienie:  Przechwycone, reż. Oksana Karpowycz

Nagroda im. Heinera Carowa
- Ivo, reż. Eva Trobisch

Nagroda AG Kino – Gilde – Cinema Vision w sekcji „Generation 14plus”
- Ostatnie zanurzenie, reż. Sasha Nathwani
  - Wyróżnienie:  Disco Afrika: une histoire malgache, reż. Luck Razanajaona

### Nagrody publiczności i czytelników
Nagroda publiczności w sekcji „Panorama”
- Film fabularny:  Wspomnienia płonącego ciała, reż. Antonella Sudasassi Furniss
- Film dokumentalny:  Nie chcemy innej ziemi, reż. Yuval Abraham, Basel Adra, Hamdan Ballal i Rachel Szor

Nagroda czytelników „Berliner Morgenpost”
- Symfonia o umieraniu, reż. Matthias Glasner

Nagroda czytelników „Tagesspiegel”
- Rodzina, reż. Christine Angot

### Nagrody honorowe i specjalne
Honorowy Złoty Niedźwiedź za całokształt twórczości
- Martin Scorsese

Nagroda Berlinale Kamera za zasługi na rzecz festiwalu
- Edgar Reitz[12]